# Spelling Reform Association
La Spelling Reform Association (SRA, « Association pour la réforme de l’orthographe » en anglais) est une organisation américaine pour la promotion d’une réforme de l’orthographe anglaise, créée en aout 1876 lors de la convention pour la modification de l’orthographe anglaise tenue à Philadelphie aux États-Unis. Une association équivalente est créée au Royaume-Uni en 1879. La Simplified Spelling Board dirigée par Melvil Dewey, créée en 1906 aux États-Unis, et la Simplified Spelling Society créée en 1908 au Royaume-Uni, prirent la relève de leurs efforts de réforme.
La SRA publie son journal Bulletin of the Spelling Reform Association dans les années 1870 et 1880, celui-ci est ensuite nommé Spelling et est publié conjointement avec la Simplified Spelling Board et la Simplified Spelling Society.

## Alphabet
L’alphabet phonétique pour l’anglais de la SRA est conçu lors de la convention de 1876, inspiré de l’alphabet phonotypique d’Alexander John Ellis et Isaac Pitman, et des alphabets phonétiques de Walter William Skeat, de E. Jones en Angleterre, et d’Eliza Boardman Burnz (en), de David Philip Lindsey et J. W. Shearer aux États-Unis,.
Un nouvel alphabet développé par l’American Philological Association (en) est ensuite adoptée la SRA.
En 1928, Frederic Goudy a notamment créé des caractères pour lettres de l’alphabet de la Spelling Reform Association.

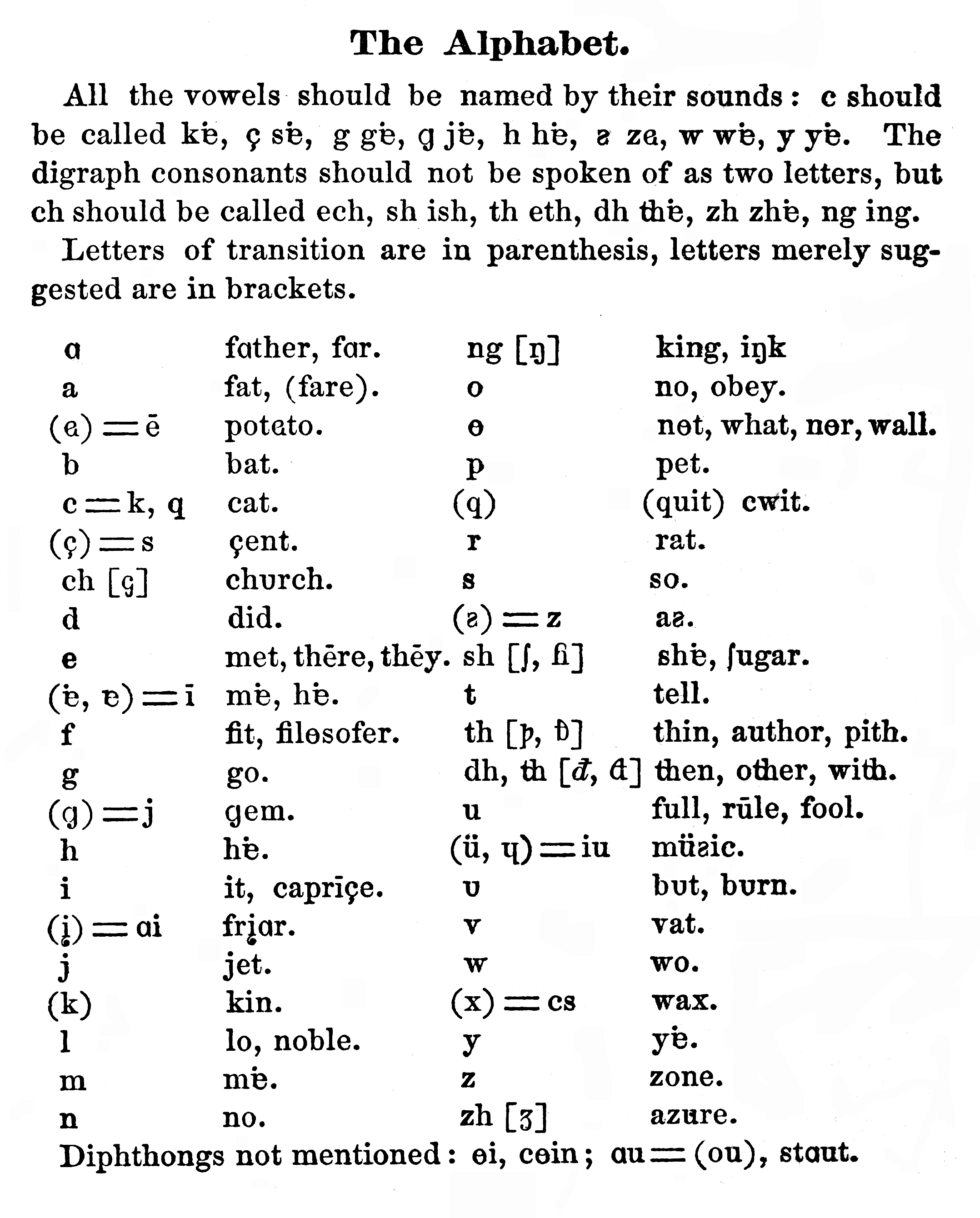
Alphabet de la SRA en juillet 1877.
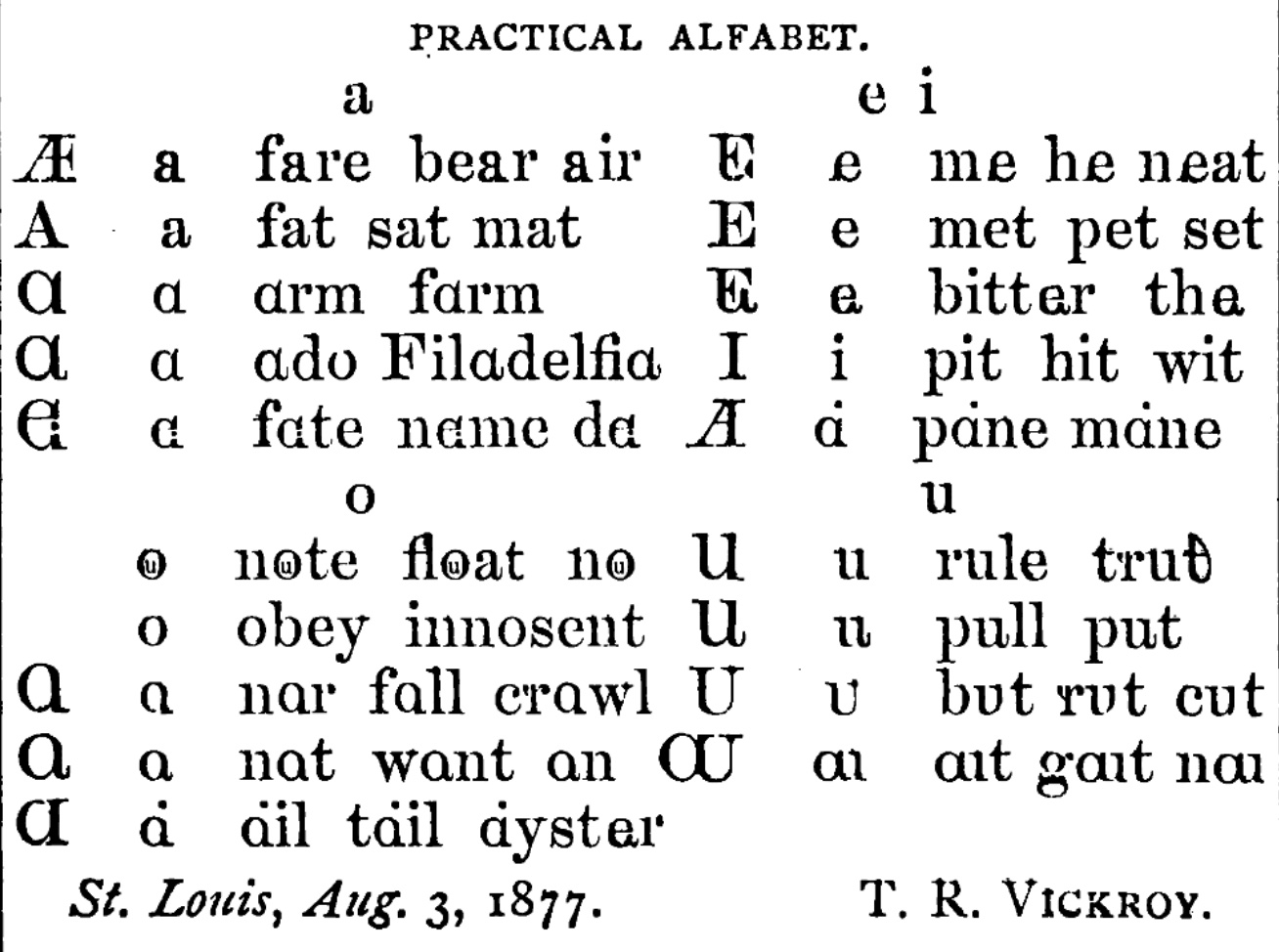
Voyelles proposées par Thomas Rhys Vickroy en août-septembre 1877.
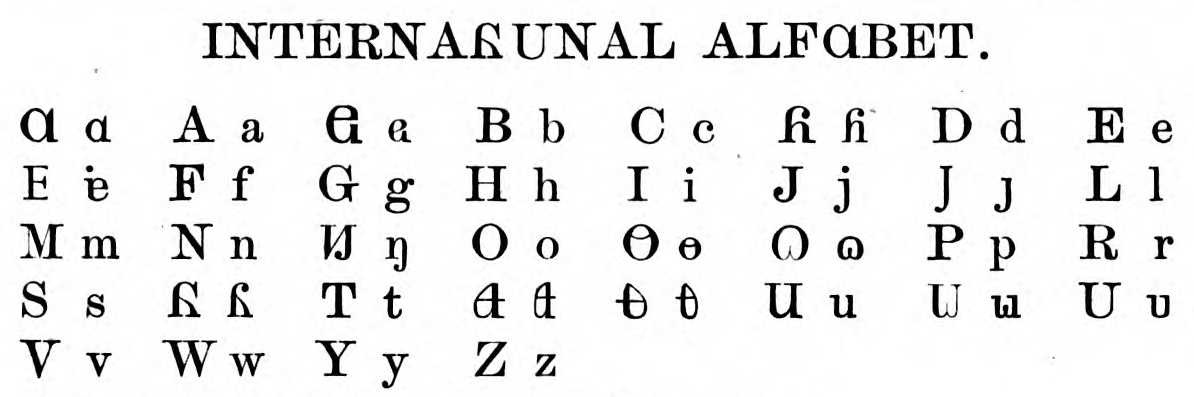
L’International Alphabet de la SRA dans le Fonetic Ticher,, juin 1883.
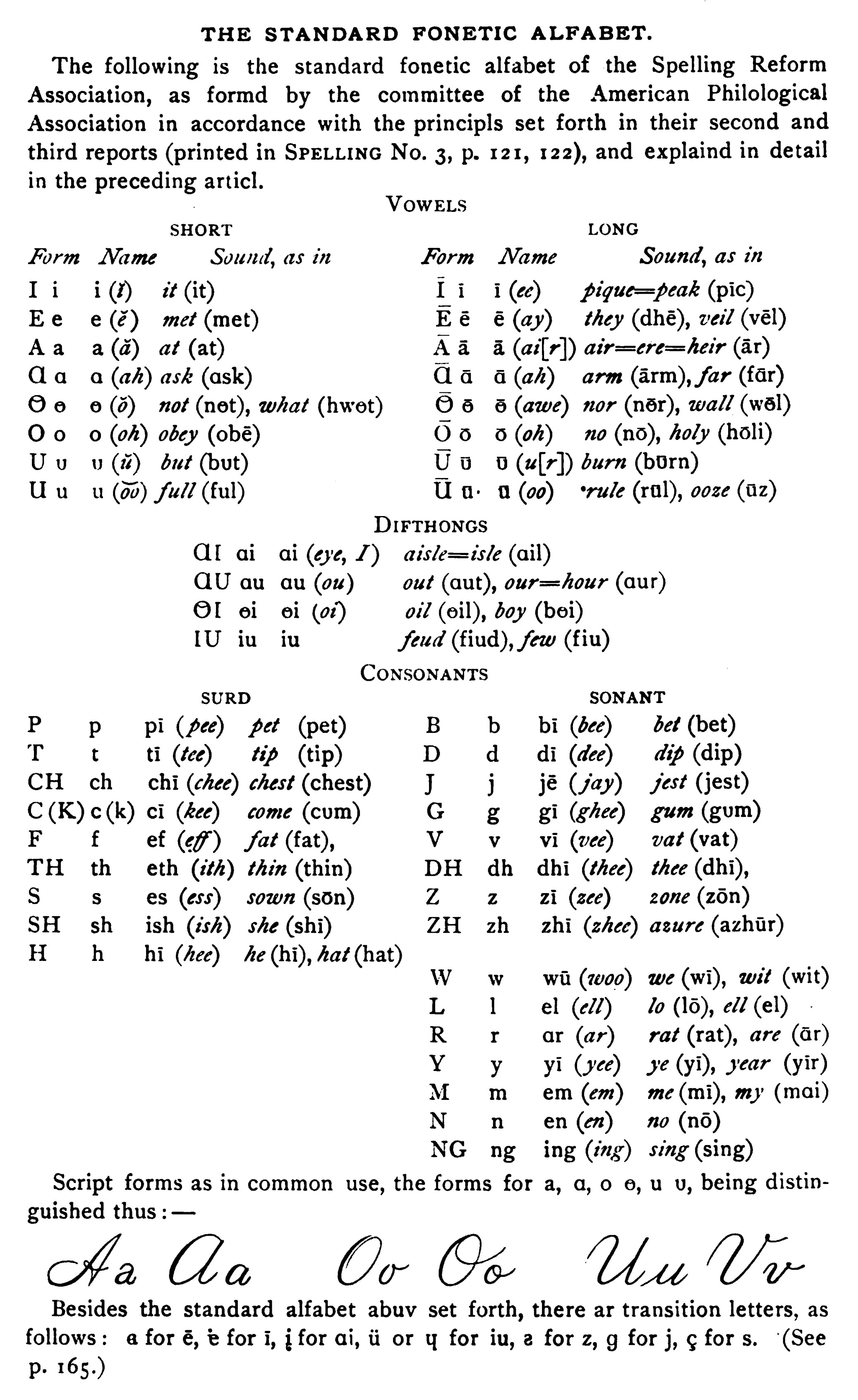
Le Fonetic Alfabet de la SRA, dans Spelling, décembre 1887.
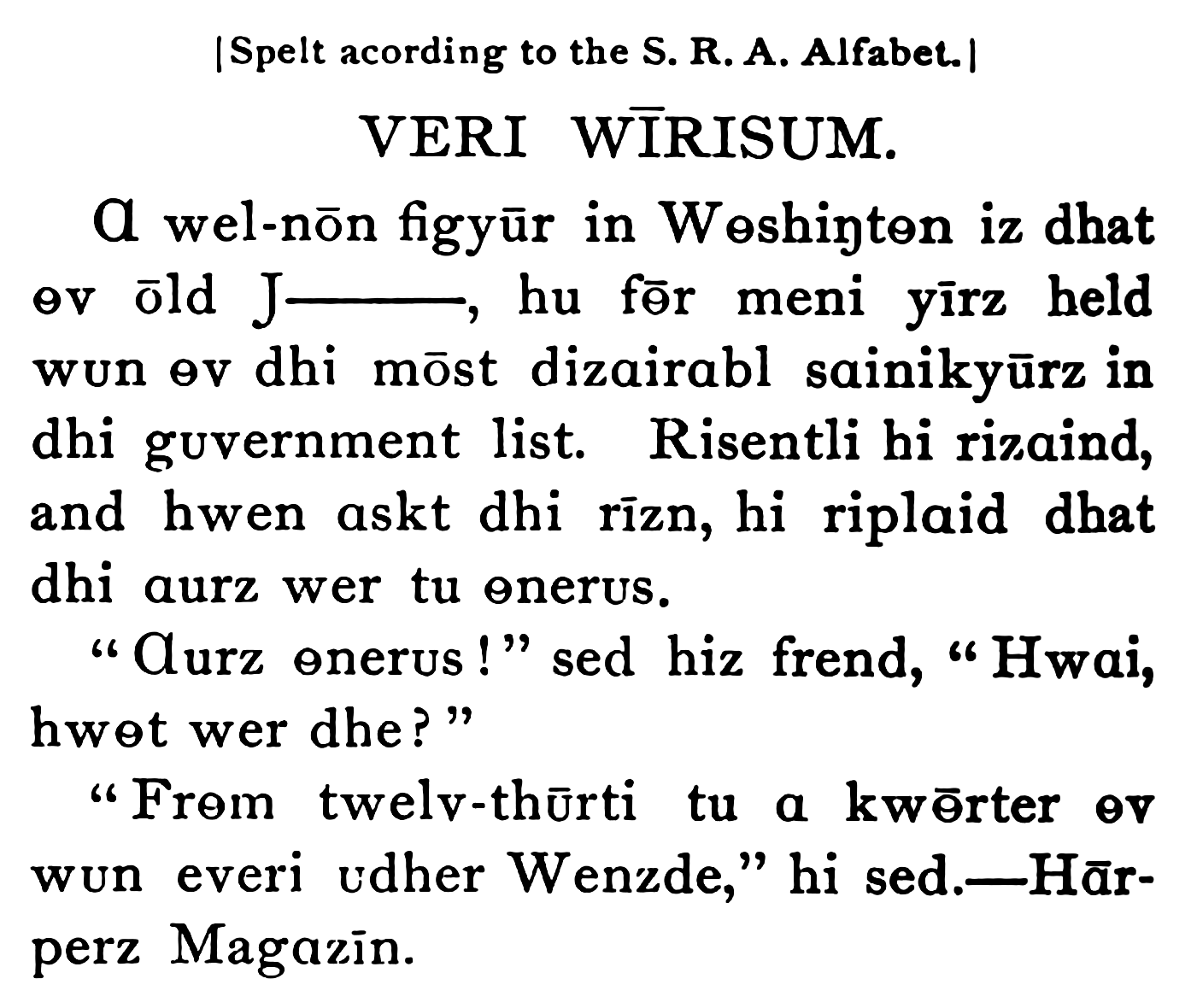
Texte avec l’alphabet de la SRA dans The Phonographic Magazine, juillet 1891.
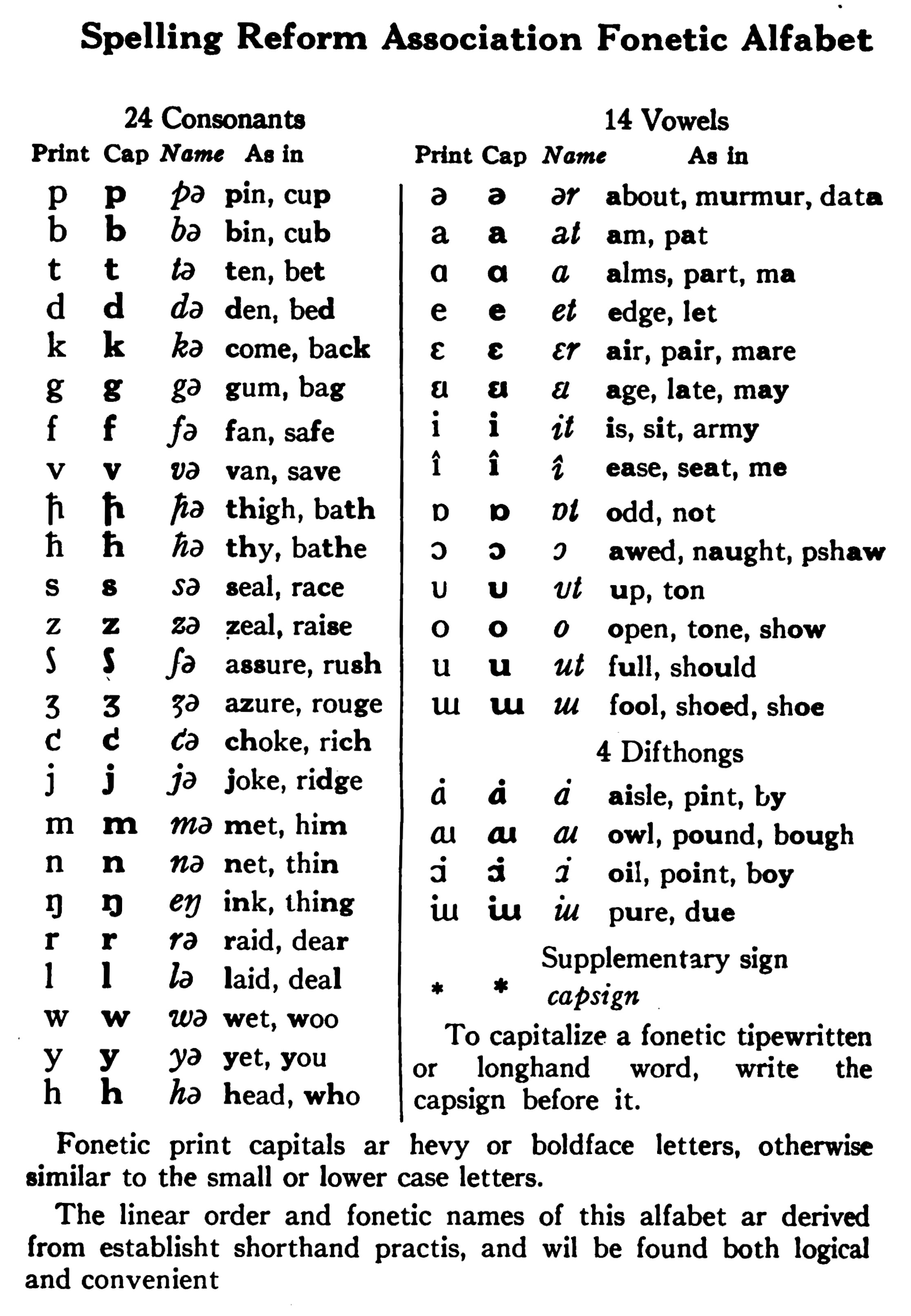
Le Fonetic Alfabet de la SRA, dans Spelling, décembre 1931.

## Sources
- (en) Eliza Burns, The Speling reformer, janvier-décembre 1878 (HathiTrust, Google Livres)
- (en) Frederik A. Fernald (dir.), Our language: a jurnal of spelling reform and uther language topics, vol. 1-3, 1891-1894 (lire en ligne)
- (en) Joint Committee representing the National Educational Association, the American Philological Association, and the Modern Language Association of America, A phonetic English alphabet, 1904 (lire en ligne)
- (en) Thɛ Jurnɑl ɵv ɷrthoɛpi & ɷrthɵgrɑfi [The Journal of Orthoepy and Orthography], vol. 23-24, Ringoes (New Jersey), C. W. Larison, 1906-1907 (lire en ligne)
- (en) O. C. Blackmer, Pronɑunsing Bɑibl : Gɵspel acɵ̂rding tu Mɑ̂rc, Oak Park, Ill., O. C. Blackmer, 1909 (lire en ligne)
- (en) C. W. K., The Gospel by Mark, according to the Authorized version in phonetic spelling, Funk & Wagnalls, 1882 (lire en ligne)
- (en) C. W. Larison, Sɵlomɵn’z sɵŋ with introdʊcshʊn and nots, Ringoes (New Jersey), Fonic Publishiŋ Hɵus, 1887 (Archive.org, Google Livres)
- (en) C. W. Larison, Reminissensez ɵv scɯl lɨf, Ringoes (New Jersey), Fonic Publishiŋ Hɵus, 1896 (HathiTrust, Google Livres)
- (en) C. W. Larison, Reminissensez ɵv ɑ tɛcher, Ringoes (New Jersey), Fonic Publishiŋ Hɵus, 1898 (Google Livres)
- (en) Francis Andrew March, The opening address before the International convention for the amendment of English orthography, at Philadelphia, August 15th, 1876, 1876 (Archive.org)
- (en) F. A. March, « On Dissimilated Gemination », Transactions of the American Philological Association, vol. 8,‎ 1877, p. 145-162 (lire en ligne)
- (en) Francis Andrew March, March’s A-B-C book, 1881 (Archive.org)
- (en) Francis Andrew March, The Spelling Reform, 1893 (lire en ligne)
- (en) John M. Mott, Spelling reform, its purpose and progress, 1895 (lire en ligne)
- (en) John M. Mott, Mott’s phonology and phonotype, 1902 (lire en ligne)
- (en) John M. Mott, The Phonetic English Alphabet, 1908 (lire en ligne)
- (en) Spelling Reform Association, Bulletins of the Spelling Reform Association, juillet 1877-avril 1878 (Archive.org), chap. 1 (2)-2 (5)
- (en) Spelling Reform Association, « International convention for the amendment of the English orthography », dans Bulletins of the Spelling Reform Association, from 1877 to 1880, 1881, 1-30 p. (lire en ligne)
- (en) Spelling : a magazine devoted to the simplification of English orthografy, 1887-1894 (lire en ligne)
- (en) The Fonetic Herald : devoted to orthoepy and orthography, Port Hope, 1885-1886 (lire en ligne)
- (en) The Herald : devoted to pronunciation and amended spelling, Toronto, 1886-1920 (lire en ligne)
- (en) « Trade notes », The Inland Printer,‎ juin 1928, p. 130-135 (lire en ligne)
- (en) Thomas Rhys Vickroy, « A Fonetic English Alfabet », New England Journal of Education, vol. 6, no 9,‎ 6 septembre 1877, p. 100 (JSTOR 44770036)
- (en) Thomas Rhys Vickroy, A Phonetic First Reader, Cincinnati, New York, Van Antwerp, Bragg & Co., 1878 (lire en ligne)
- (en) Thomas Rhys Vickroy, Phonetic Teacher, vol. 2, St. Louis, Thomas Rhys Vickroy, 1880 (lire en ligne)
- (en) Thomas Rhys Vickroy, Phonetic Teacher, vol. 4, St. Louis, Thomas Rhys Vickroy, 1883 (lire en ligne)
- (en) Thomas Rhys Vickroy, Buletinz ov the Speling reform asoshiashun, from 1877 tu 1880. Colected, completed and baund bai T. R. Vicroi., St. Louis, 1881 (lire en ligne)